# Башано
Башано (італ. Basciano) — муніципалітет в Італії, у регіоні Абруццо,  провінція Терамо.
Башано розташоване на відстані близько 130 км на північний схід від Рима, 38 км на північний схід від Л'Аквіли, 8 км на південь від Терамо.
Населення — 2434 особи (2014).
Щорічний фестиваль відбувається 24 листопада. Покровитель — San Flaviano, Patriarca di Costantinopoli e Martire.

## Демографія
Населення за роками:

Станом на 1 січня 2023 року в муніципалітеті офіційно проживали 94 іноземці з 22 країн, серед них 38 громадян країн Євросоюзу та 1 громадянин України.

## Сусідні муніципалітети
- Кастель-Кастанья
- Колледара
- Монторіо-аль-Вомано
- Пенна-Сант'Андреа
- Терамо